# Peugeot Type 127
La Peugeot Type 127 est un torpédo automobile fabriqué par le constructeur français Peugeot en 1911 à l'époque d'Armand Peugeot, fondateur des automobiles Peugeot en 1889.  

## Historique
« Peugeot Frères » et « Automobile Peugeot » fusionnent en Peugeot en février 1910 après le décès  d'Eugène Peugeot. Robert Peugeot devient alors chef de famille et prend la tête du groupe Peugeot. 

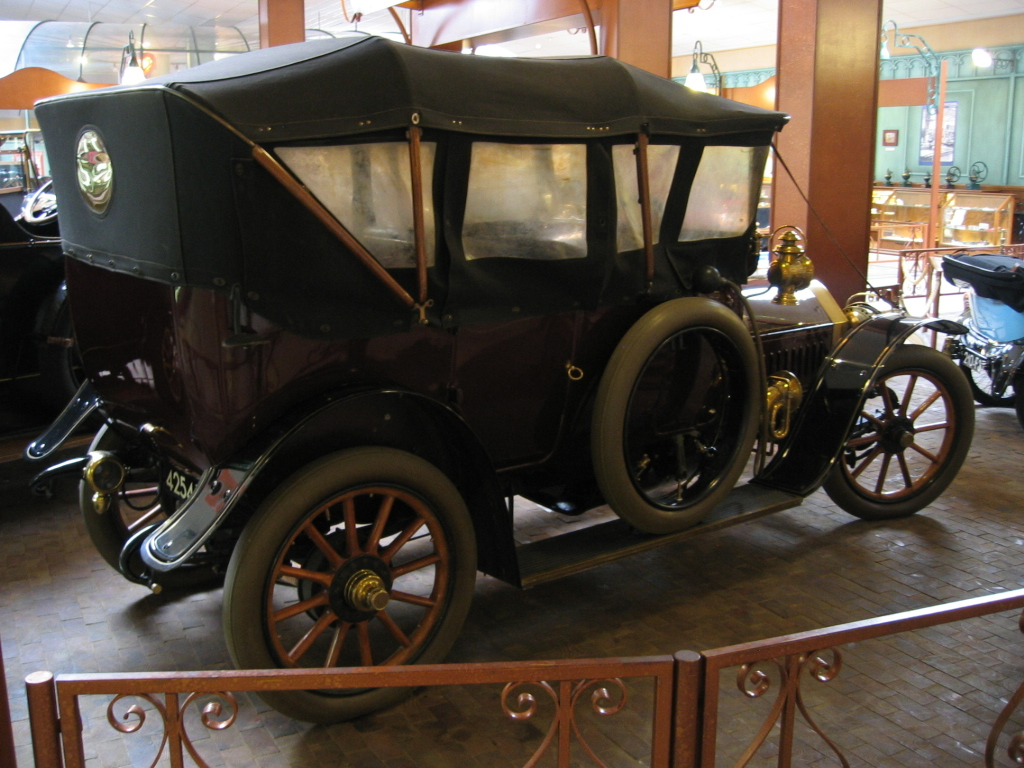
Peugeot Type 127 de 1911.